# São João do Oriente
São João do Oriente – miasto i gmina w Brazylii, w stanie Minas Gerais. Znajduje się w mezoregionie Vale do Rio Doce i mikroregionie Caratinga.